# Aleth Guzman-Nageotte

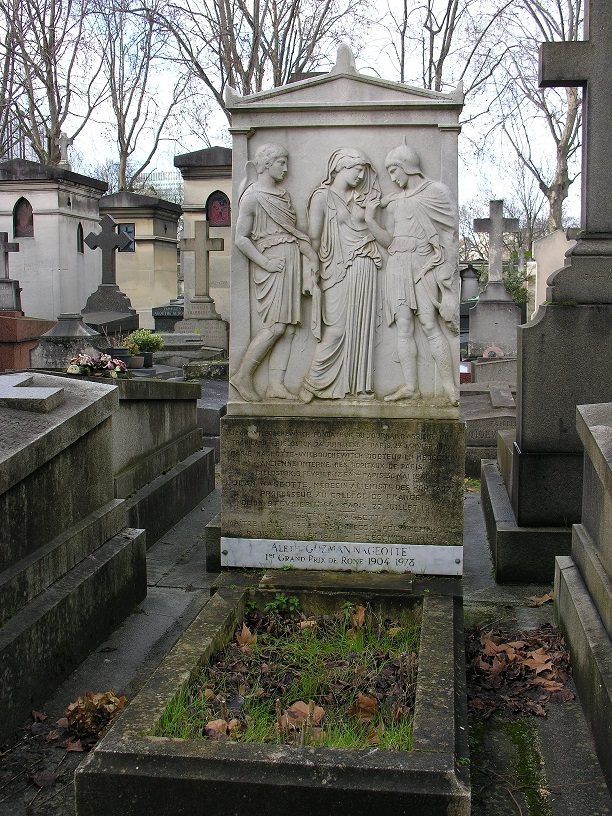
Grobowiec na Cmentarzu Montparnasse

Aleth Guzman-Nageotte (ur. 13 kwietnia 1904 w Burgundii, zm. 1978 w Paryżu) – francuski rzeźbiarz, medalier.
Studiował w École des Beaux-Arts w Dijon pod kierunkiem Ovide Yencesse. Naukę kontynuował w École nationale supérieure des beaux-arts w Paryżu, gdzie jego wykładowcami byli m.in. Henri-Auguste-Jules Patey i Paul-Marcel Dammann uczących go sztuki akwaforty oraz François Sicard i Henri Bouchard wykładających rzeźbę. W 1929 otrzymał Grand Prix na konkursie w Rzymie za projekt medalu. Był twórcą wielu odznaczeń, medali i plakiet oraz projektów monet. Spoczywa na Cmentarzu Montparnasse.